# Ламбурд, Матис
Мати́с Ламбу́рд Фронтье́ (фр. Mathis Lambourde Frontier; род. 9 января 2006, Ле-Лила, Франция) — французский футболист, нападающий итальянского клуба «Эллас Верона».

## Клубная карьера
Воспитанник французских команд «Космос Сен-Дени», «Ле-Лила», «Пари Сен-Жермен» и «Жанна д’Арк Дранси», в 2021 году Ламбурд попал в академию клуба «Ренн». 16 сентября 2023 года дебютировал за основную команду клуба в матче Лиги 1 против «Лилля».

## Карьера в сборной
Выступал за сборные Франции до 17 лет и до 18 лет.

## Личная жизнь
В августе 2024 года приговорён к двум годам условного срока за ДТП со смертельным исходом. 18 июня 2024 года вечером Ламбурд допустил наезд на электросамокате на 51-летнюю женщину. Удар пришёлся в спину на скорости 20 км/ч. В результате травм женщина скончалась.